# Olof Mossberg
Olof Emil Mossberg, född den 22 januari 1870 i Persberg, Färnebo församling, Värmlands län, död den 9 september 1952 i Örebro, var en svensk läkare. Han var bror till Erland och Elis Mossberg.
Mossberg blev student vid Uppsala universitet 1888 och avlade medicine kandidatexamen vid Karolinska institutet i Stockholm 1894. Efter att ha avlagt medicine licentiatexamen där 1900 var han amanuens och underläkare vid Serafimerlasarettet 1900–1902 och vid Kronprinsessan Lovisas vårdanstalt 1903. Mossberg var praktiserande läkare i Örebro från 1903, läkare vid Örebro upplysningsbyrå för mödrar 1908–1930 och överläkare vid medicinska avdelningen på Länslasarettet i Örebro 1912–1935. Han blev riddare av Nordstjärneorden 1925.